# Emphreus fuscovariegatus
Emphreus fuscovariegatus là một loài bọ cánh cứng trong họ Cerambycidae.